# Матрёнино (деревня, Московская область)
Матрёнино — деревня в Волоколамском районе Московской области России.
Относится к сельскому поселению Чисменское, до муниципальной реформы 2006 года относилась к Анинскому сельскому округу. Население — 4 чел. (2010).

## Население
| 1852 | 1859 | 1926 | 2002 | 2006 | 2010 |
| ---- | ---- | ---- | ---- | ---- | ---- |
| 204  | ↘203 | ↘122 | ↘9   | ↗10  | ↘4   |

## Расположение
Деревня Матрёнино расположена у Новорижского шоссе примерно в 12 км к юго-востоку от центра города Волоколамска. На территории зарегистрировано 4 садовых товарищества. В 2,5 км к северо-западу от деревни находится платформа Матрёнино Рижского направления Московской железной дороги.
Связана автобусным сообщением с городом Волоколамском и посёлком городского типа Сычёво. Ближайшие населённые пункты — деревни Хорошово и Иванцево.

## Исторические сведения
В «Списке населённых мест» 1862 года Матренино — владельческое село 2-го стана Волоколамского уезда Московской губернии по правую сторону почтового Московского тракта (из Волоколамска), в 12 верстах от уездного города, при безымянном ручье, с 25 дворами, православной церковью и 203 жителями (94 мужчины, 109 женщин).
По данным на 1890 год входило в состав Аннинской волости Волоколамского уезда, в селе было церковно-приходское училище, число душ мужского пола составляло 87 человек.
В 1913 году — 20 дворов, церковно-приходская школа, имение Зудиновых и кирпичный завод.
По материалам Всесоюзной переписи населения 1926 года — село Иванцевского сельсовета Аннинской волости, проживало 122 жителя (49 мужчин, 73 женщины), насчитывалось 26 хозяйств, имелась школа.
С 1929 года — населённый пункт в составе Волоколамского района Московской области. В 1929—1972 годах — центр Матрёнинского сельсовета.

## Достопримечательности
В деревне Матрёнино расположена церковь Николая Чудотворца. Колокольня была построена в 1800 году, трапезная с двумя приделами — в 1873 году.